# Дрізд світлочеревий
Дрізд світлочеревий (Turdus obsoletus) — вид горобцеподібних птахів родини дроздових (Turdidae). Мешкає в Центральній і Південній Америці.

## Підвиди
Виділяють три підвиди:
- T. o. obsoletus Lawrence, 1862 — карибські схили Коста-Рики і Панами, північно-західна Колумбія;
- T. o. parambanus Hartert, E, 1920 — тихоокеанське узбережжя Колумбії і Еквадору;
- T. o. colombianus Hartert, E & Hellmayr, 1901 — східні схили Західного хребта Колумбійських Анд.

## Поширення і екологія
Світлочереві дрозди мешкають в Коста-Риці, Панамі, Колумбії і Еквадорі. Вони живуть у вологих рівнинних і гірських тропічних лісах. Зустрічаються на висоті від 500 до 1500 м над рівнем моря.